# Drvos
Drvos (macedónul: Дрвош) település Észak-Macedóniában, a Délkeleti körzet Boszilovói járásában.

## Népesség
| Lakosok száma | 417  | 477  | 566  | 639  | 688  | 699  | 695  | 614  |
|               | 1948 | 1953 | 1961 | 1971 | 1981 | 1991 | 1994 | 2021 |

2002-ben 699 lakosa volt, akik mindannyian macedónok.